# Božidar Senčar
Božidar Senčar (Zagabria, 28 settembre 1927 – Lussemburgo, 27 giugno 1987) è stato un calciatore jugoslavo, di ruolo centrocampista.

## Carriera

### Nazionale
Il suo debutto con la Jugoslavia risale al 31 agosto 1949 nella partita casalinga vinta 6-0 ai danni dell'Israele. La sua ultima partita con i Plavi risale al 6 maggio 1951 nell'amichevole terminata a reti bianche contro l'Italia.
Indossò la maglia della nazionale per un totale di tre partite andando a rete una sola volta.

## Statistiche

### Cronologia presenze e reti in nazionale
| Cronologia completa delle presenze e delle reti in nazionale ― Jugoslavia | Cronologia completa delle presenze e delle reti in nazionale ― Jugoslavia | Cronologia completa delle presenze e delle reti in nazionale ― Jugoslavia | Cronologia completa delle presenze e delle reti in nazionale ― Jugoslavia | Cronologia completa delle presenze e delle reti in nazionale ― Jugoslavia | Cronologia completa delle presenze e delle reti in nazionale ― Jugoslavia | Cronologia completa delle presenze e delle reti in nazionale ― Jugoslavia | Cronologia completa delle presenze e delle reti in nazionale ― Jugoslavia |
| Data                                                                      | Città                                                                     | In casa                                                                   | Risultato                                                                 | Ospiti                                                                    | Competizione                                                              | Reti                                                                      | Note                                                                      |
| ------------------------------------------------------------------------- | ------------------------------------------------------------------------- | ------------------------------------------------------------------------- | ------------------------------------------------------------------------- | ------------------------------------------------------------------------- | ------------------------------------------------------------------------- | ------------------------------------------------------------------------- | ------------------------------------------------------------------------- |
| 21-8-1949                                                                 | Belgrado                                                                  | Jugoslavia                                                                | 6 – 0                                                                     | Israele                                                                   | Qual. Mondiali 1950                                                       | 1                                                                         |                                                                           |
| 18-9-1949                                                                 | Tel Aviv                                                                  | Israele                                                                   | 2 – 5                                                                     | Jugoslavia                                                                | Qual. Mondiali 1950                                                       | -                                                                         |                                                                           |
| 6-5-1951                                                                  | Milano                                                                    | Italia                                                                    | 0 – 0                                                                     | Jugoslavia                                                                | Amichevole                                                                | -                                                                         | 46’                                                                       |
| Totale                                                                    |                                                                           | Presenze                                                                  | 3                                                                         |                                                                           | Reti                                                                      | 1                                                                         |                                                                           |

## Palmarès

### Club

#### Competizioni nazionali
- Campionato jugoslavo: 1

Partizan: 1948-1949
- Coppa di Jugoslavia: 1

Dinamo Zagabria: 1951